# Wilhelma-Theater

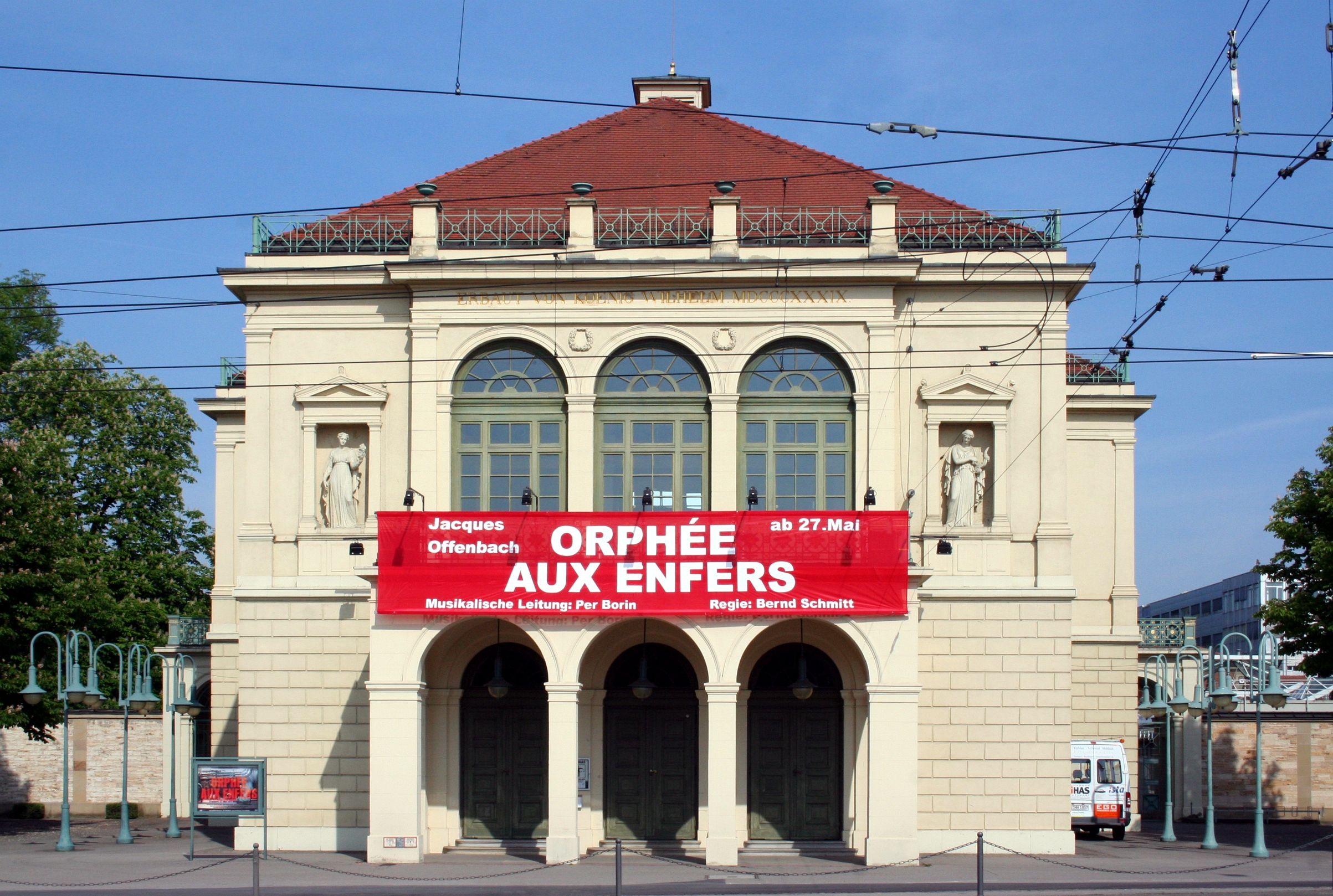
Wilhelma-Theater, Außenansicht

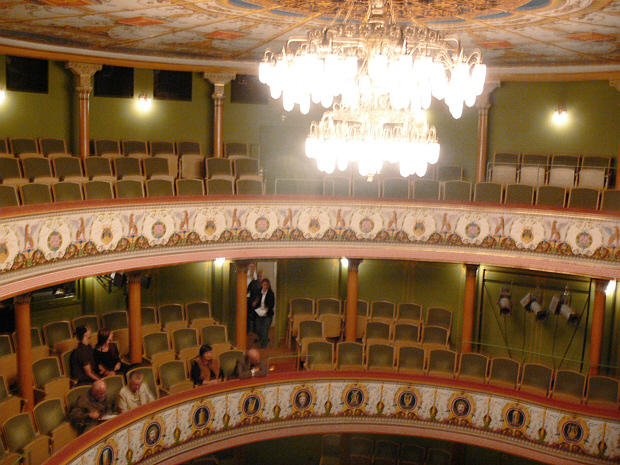
Wilhelma-Theater, Zuschauerraum

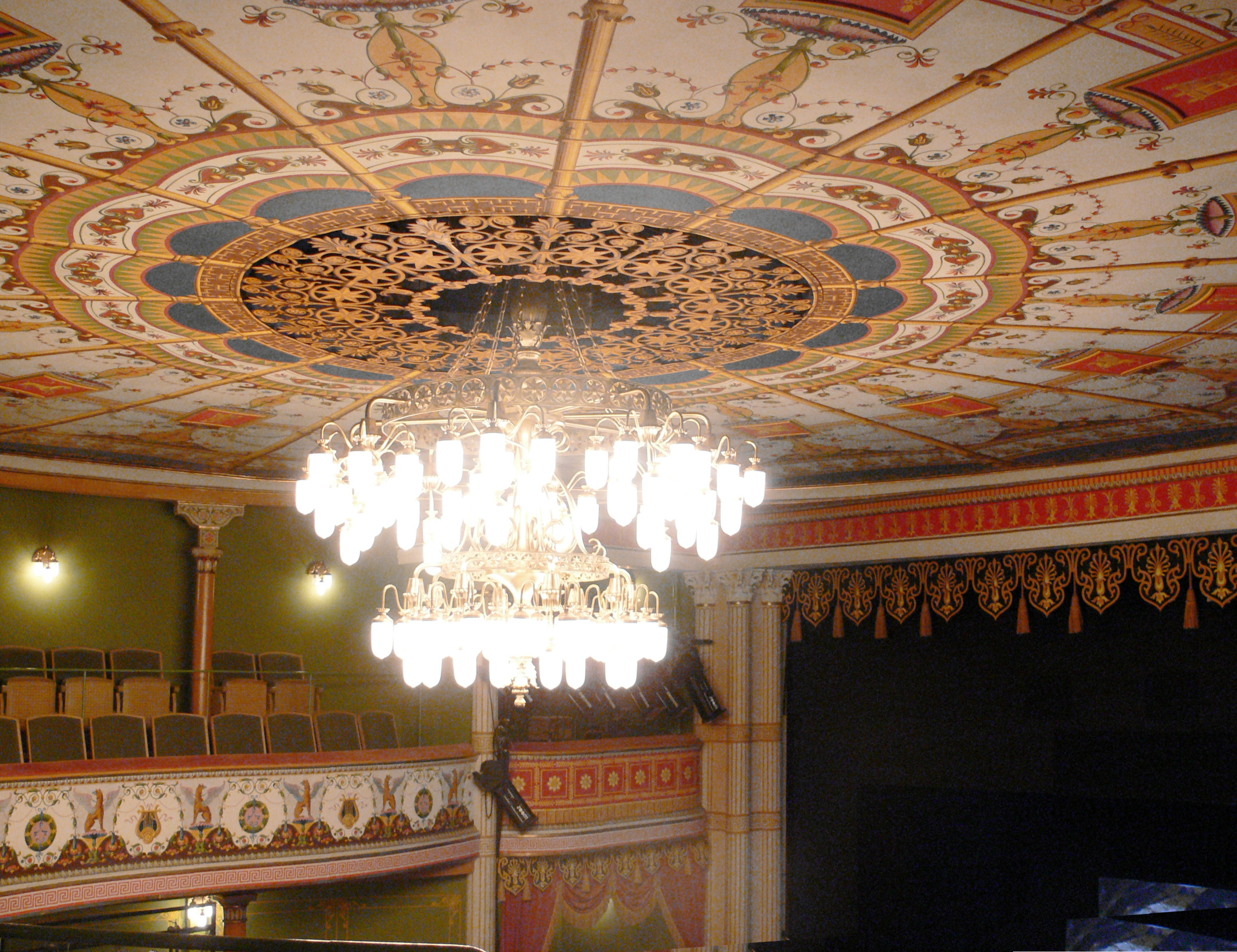
Wilhelma-Theater, Decke im Zuschauerraum

Das Wilhelma-Theater ist ein Theater im Stuttgarter Stadtbezirk Bad Cannstatt. Es befindet sich direkt neben dem Haupteingang zum zoologisch-botanischen Garten Wilhelma. In dem Theater werden jährlich nahezu 200 öffentliche Veranstaltungen und Vorstellungen (Solistenkonzerte, Tanzvorstellungen, Opern, Schauspiel etc.) aufgeführt. Die meisten Aufführungen werden von der Hochschule für Musik und Darstellende Kunst Stuttgart gestaltet, die das Wilhelma-Theater als Lern- und Lehrtheater nutzt.

## Geschichte
Das Theater wurde im Auftrag von König Wilhelm I. von Württemberg am Neckarufer gegenüber von Cannstatt erbaut. Die Einrichtung, die der Monarch aus eigener Schatulle finanzierte, sollte den Bürgern und Kurgästen die eigentlich gewünschte Spielbank ersetzen. Beauftragt wurde Architekt Karl Ludwig Wilhelm Zanth, der für den Theaterbau Architekturformen der Renaissance wählte. Die Hauptschauseite des Theaters mit Portikus richtete er gegen das Neckarufer. 1840 wurde das Theater feierlich eröffnet. Zanth, 1844 vom König in den personalen Adelsstand erhoben, erbaute ab 1842 im Anschluss an das Theater auch die königliche Sommerresidenz Wilhelma.
Von 1847 bis 1899 wurde das Theater nicht mehr bespielt. Dank der Initiative der privaten Wilhelma-Theater-Gesellschaft und dem Anschluss an die Straßenbahn lebte der Theaterbetrieb von 1900 bis 1912 wieder auf. In zwei Bauabschnitten zwischen 1903 und 1909 wurden zur Verbesserung der Sicherheit seitliche Treppenhäuser angebaut und dadurch die Schauseite zum Neckar verändert. 1920 bis 1928 diente der Bau als Operettentheater, von 1948 bis 1962 dann als Kino. Spätestens in dieser Zeit wurde das ehemals buntfarbig ausgemalte Innere hellgrau überstrichen. Weil der Bau den brandschutzrechtlichen Bestimmungen nicht genügte, stand das Theater dann Jahrzehnte lang leer und war dem Verfall preisgegeben. Es war sogar vom Abriss bedroht. Erst 1985 wurde das Haus auf Veranlassung des damaligen Ministerpräsidenten von Baden-Württemberg, Lothar Späth, unter Leitung des Staatlichen Hochbauamtes und mit Unterstützung des Fördervereins Alt-Stuttgart renoviert.
Im Zuge dieser Baumaßnahme wurden mit dem Ziel der Rekonstruktion des Zustands von 1840 die Treppenhäuser von 1903/09 abgebrochen und in den Zuschauerraumzwickeln neue abgeschlossene Treppenhäuser eingebaut. Die originale Bühnenmaschinerie des Mannheimer Theatermaschinisten Mühlberger wurde in diesem Zuge hingegen entfernt. Die ursprüngliche Ausmalung des Foyers, die wie die des Zuschauerraums in Motiven und Buntfarbigkeit antike Vorbilder hat, konnte umfangreich befundet werden und wurde mit restauratorischen Mitteln unter Belassung der Alterungsspuren wieder sichtbar gemacht. Die Ausmalung des Zuschauerraums wurde auf Grund einer Befundstelle an den Proszeniumssäulen und der kolorierten Zeichnungen von Zanth rekonstruiert und – wo Vorlagen fehlten – nach einer Zeichnung von Zanths Freund, dem Architekten Jakob Ignaz Hittorf, motivisch ergänzt. „Dass es, aus aufgefundenen farbigen, freilich unvollständigen, Entwurfszeichnungen Ludwig von Zanths, aus Resten der alten Bemalung sowie aus Vergleichen mit verwandten Bildprogrammen, wiedergewonnen und nachgestaltet werden konnte, ist nicht nur der fleißigen baden-württembergischen Denkmalpflege und dem Hochbauamt Ludwigsburg, sondern vor allem einem zu danken: dem Maler Elmar Albrecht. Die Qualität und Gediegenheit seiner Arbeit hebt dieses 350-Plätze-Theater ... über so manches recht und schlecht rekonstruktierte Kleintheater der letzten Jahre hinaus“.
Seit 1987 dient das Haus der Hochschule für Musik und Darstellende Kunst Stuttgart als Lern- und Lehrtheater der unterschiedlichsten künstlerischen Sparten (Oper, Schauspiel, Liedklasse, Figurentheater, Sprecherziehung, musikalische Lustspiele, Konzerte etc.). Aufgrund des kleinen Orchestergrabens und der kleinen Bühne können nur Inszenierungen mit kleiner Orchesterbesetzung gespielt werden (z. B. Kammeropern). Nach zuletzt 633 bietet das Theater seit 1987 nur noch 349 Sitzplätze.

## Außenarchitektur
Das Gebäude setzt sich aus zwei rechtwinklig ineinander geschobenen Baukörpern zusammen, deren Längsachsen ein Kreuz bilden. Die Fassade orientiert sich an Formen der Renaissance. Der verputzte Oberbau aus Ziegelmauerwerk sitzt auf einem Sockel auf, der Geschosshöhe erreicht. Die Schauseite des Baus weist einen Mittelrisalit auf, der durch drei Rundbogenfenster gegliedert wird. Ädikulä mit eingestellten Skulpturen flankieren den Risalit.

## Raumkonzept und Ausmalung
Für den Zuschauerraum dieses ursprünglichen Hof- und Bürgertheaters wählte Architekt Zahnt wie bei den zeitgenössischen Pariser Theatern eine dem Kreis angenäherte Grundform. Das Parkett ließ er leicht amphitheatralisch ansteigen. Wie dieses war auch der obere der beiden Ränge für die Bürger bestimmt. Der erste Rang und die Proszeniumslogen hingegen waren für Hof und Adel vorgesehen. Zuschauerraum und Foyer waren ursprünglich und sind wieder in ihren Motiven und ihrer Buntfarbigkeit – antiken Vorbildern folgend – ausgemalt. Die Motive nehmen Bezug auf die Bauaufgabe Theater.

## Uraufführungen (Auswahl)
- Der Zauberschlaf, Ballett-Pantomime 1840
- Schöne Aussicht 1989
- Es war morgen was gestern war oder die Reise nach Jerusalem 1994
- Schwabenblues 2005
- Brief an meinen Körper 2006
- Die Nacht des Dionysos 2008